# Autoengaño
El autoengaño es el proceso de negarse a racionalizar la relevancia,  significancia, o importancia de evidencia contraria y argumentos lógicos que son opuestos a los propios. El autoengaño implica convencerse a sí mismo de una "verdad" (o la falta de la verdad) que no revela un autoconocimiento del engaño.
Incluso se ha argumentado que todos los humanos sin excepción son altamente susceptibles al autoengaño. Algunos biólogos evolucionistas sugieren que el engaño es una parte importante del comportamiento humano, el instinto para el auto engaño puede haber dado a los organismos humanos una ventaja selectiva: si alguien se cree su propia mentira (por ejemplo su propia presentación sesgada hacia sus propios intereses), será mejor o más capaz de persuadir a los demás de su "verdad".

## Lógica del autoengaño
Esta noción está basada en la siguiente lógica: los humanos, que perciben el hecho de que uno está actuando de forma fraudulenta, normalmente expresan sin quererlo señales de engaño. Por consiguiente, si el autoengaño permite a alguien creerse sus propias distorsiones, él no presentará dichas señales de engaño y por consiguiente parecerá contar la verdad.
Puede darse también el caso de que la habilidad de mentir, o de autoengañarse, no sea un rasgo elegido, sino el subproducto de un rasgo más importante que sí es escogido. El pensamiento abstracto da lugar a muchas ventajas, tales como una conducta más flexible y adaptativa, además de la innovación. Puesto que la mentira es una abstracción, el proceso mental de crear una mentira sólo puede producirse en animales con suficiente complejidad cerebral como para poder permitirse el pensamiento abstracto.

## Revistas
- Teorema, Vol. XXVI/3, otoño 2007. Monográfico sobre el Autoengaño
- Behavioral and Brain Sciences, Vol. 20 (1), 1997.